# Gynoplistia (Gynoplistia) fulgens
Gynoplistia (Gynoplistia) fulgens is een tweevleugelige uit de familie steltmuggen (Limoniidae). De soort komt voor in het Australaziatisch gebied.